# Tennent Islands
Tennent Islands är öar i Kanada.   De ligger i territoriet Nunavut, i den nordöstra delen av landet, 2 900 km nordväst om huvudstaden Ottawa. Arean är 304 kvadratkilometer.
Terrängen på Tennent Islands är platt. Öns högsta punkt är 65 meter över havet. Den sträcker sig 26,8 kilometer i nord-sydlig riktning, och 25,3 kilometer i öst-västlig riktning.
Trakten runt Tennent Islands består i huvudsak av gräsmarker.